# Rambha
 (décembre 2018).
Si vous disposez d'ouvrages ou d'articles de référence ou si vous connaissez des sites web de qualité traitant du thème abordé ici, merci de compléter l'article en donnant les références utiles à sa vérifiabilité et en les liant à la section « Notes et références ».
Rambha (IAST: Rambhā) est la reine des apsaras. Elle était souvent appelée par le roi des dieux, Indra, pour briser la tapasyâ (« Ascèse, Purification, maîtrise physique 
du mental et des sens, Austérité (Rdas) ») des sages afin que l'ordre des trois mondes reste intact. Rambha demeure inégalée dans l'art de la musique, de la danse et de l'amour.

## Légendes
Quand elle tente de perturber la pénitence de Rishi Vishvamitra (qui le fait pour devenir un Brahmarishi), elle est maudite par lui et condamnée à devenir un rocher pendant 10 000 ans jusqu'à ce qu'un Brahmane la délivre de la malédiction.
Dans le Ramayana, Rambha est violée par Ravana, roi de Lanka, qui est alors maudit par Brahma: s'il viole de nouveau une femme, sa tête éclatera. Cette malédiction protège plus tard la chasteté de Sītā, la femme de Rāma quand elle est kidnappée par Ravana.

## Famille
Rambha est l'épouse de Nalakuvara, le fils de Kubera. Selon certaines versions, c'est lui qui maudit Ravana.

## Sources
tapasyâ
https://lemondeduyoga.org/glossaire/tapasya/